# ستيف غودمان
ستيف غودمان (بالإنجليزية: Steve Goodman)‏ هو عازف قيثارة وملحن وكاتب أغاني أمريكي، ولد في 25 يوليو 1948 في شيكاغو في الولايات المتحدة، وتوفي في 20 سبتمبر 1984 في سياتل في الولايات المتحدة بسبب ابيضاض الدم.

## وصلات خارجية
- الموقع الرسمي
- ستيف غودمان على موقع IMDb (الإنجليزية)
- ستيف غودمان على موقع ميوزك برينز (الإنجليزية)
- ستيف غودمان على موقع أول ميوزيك (الإنجليزية)
- ستيف غودمان على موقع ديسكوغز (الإنجليزية)